# ای‌وی
ای‌وی (به انگلیسی: eWAY) یک ارائه دهنده جهانی خدمات پرداخت است. این شرکت پردازش کارت اعتباری امن برای بازرگانان را انجام می‌دهد و در زمینه تجارت الکترونیک کار می‌کند.

## تاریخچه
ای‌وی در سال ۱۹۹۸ توسط مت بالاک تاسیس شد. ای‌وی در سال ۲۰۰۴ به تمام بانک‌های مهم استرالیا متصل شد. در سال ۲۰۰۹ به تمام بانک‌های مهم نیوزیلند متصل شد. در سال ۲۰۱۴ در کشورهای سنگاپور، مالزی و هنگ کنگ توسعه پیدا کرد. ای‌وی مشارکت خود را با مجنتو گسترش داد و با شرکت شاپ‌فای متحد شد. در سال ۲۰۱۳ با همکاری بانک ملی استرالیا اقدام به ارائه خدمات بازرگانی کرد.